# 3rd Generation Nation
Das 3rd Generation Nation war ein deutsches Punkfanzine im A4-Format, von dem zwischen 1994 und 2004 insgesamt 28 Ausgaben erschienen. Neben der Printausgabe ist das Fanzine noch heute mit einer Homepage im World Wide Web vertreten. Herausgegeben wurde das Heft von Ralf „Real Shock“ Hünebeck in Mülheim an der Ruhr. Der Verkauf des Heftes erfolgte über Abonnements. Außerdem wurde es von zahlreichen Plattenläden und -versanden vertrieben. Am 28. September 2004 verkündete Hünebeck in einer Pressemitteilung die sofortige Einstellung der Printausgabe. Er begründete den Schritt mit drastisch zurückgehenden Verkaufszahlen sowie zuletzt einem Wegbleiben von über der Hälfte der Anzeigenkunden.
Neben Vorworten und aktuellen Playlists der Autoren der jeweiligen Ausgabe gehörten Interviews, Reise-, Szene- und Konzertberichte, Tonträger- und Fanzine-Besprechungen, Neuigkeiten und Konzerttermine zu den festen Rubriken des „3rd Generation Nation“.  Zu den Autoren des Fanzines zählten neben Herausgeber Ralf Real Shock u. a. Karsten Scholl, Punk Anderson, Vasco 88, Livin´ Eyes Andy, Dan Crashed, Limbo Hawai, Sick Spice´77, Blank Frank, $tupid, Tom Obnoxious, Hendrik, Roman Colvin, Halloween Mike, Zepp Oberpichler und Rick Bain, Uwe, Elmar Choke, Birthe, die teilweise auch für verschiedene andere Fanzines schreiben.

## Musikgruppen, über die in der Zeitschrift in eigenen Artikeln und Interviews berichtet wurde
- White Flag,
- Dead End Cruisers,
- The Weaklings,
- Bladder Bladder Bladder,
- The Smut Peddlers,
- The Dragons,
- Smalltown Criminals,
- American Heartbreak,
- The Black Halos,
- Moslem Heat,
- The Demon Dolls
- Jakkpot.